# قاي مورو
قاي مورو هو منافس ألعاب قوى بلجيكي، ولد في 15 أكتوبر 1954 في Forest, Belgium ‏ في بلجيكا.

## وصلات خارجية
- قاي مورو على موقع الاتحاد الدولي لألعاب القوى (الإنجليزية)
- قاي مورو على موقع أوليمبيديا (الإنجليزية)